# 孤独囊菌科
孤独囊菌科（學名：Eremascaceae）是子囊菌門散囊菌綱爪甲團囊菌目的一個科。很可能是子囊菌门真菌的基础分枝（basal branching）。 因此，其它子囊型酵母由其进化而来。该科目前只有孤独囊菌属一个属，由爱德华·伊达姆（Eduard Eidam）在1883年分离培养。 本科目前3个菌种，分布广泛，并且营腐生生长，特别是在含水量低的动植物残体上。
本科物种没有无性生殖，因此不产生分节孢子与分生孢子。有果体子囊每个产生通常有8个子囊孢子。

## 下属分类
- 孤囊菌属 Eremascus
  - Eremascus albus Eidam (1883)